# HD201250
HD201250 — хімічно пекулярна зоря спектрального класу B8, що має видиму зоряну величину в смузі V приблизно  8,8.
Вона  розташована на відстані близько 1725,7 світлових років від Сонця.

## Фізичні характеристики
Телескоп Гіппаркос зареєстрував фотометричну змінність  даної зорі з періодом    5,95 доби в межах від  Hmin= 8,90 до  Hmax= 8,80.